# جمال كدو
جمال كدو (30 يناير 1952-16 نوفمبر 2011) لاعب كرة قدم ومدرب جزائري.

## المسيرة الكروية
قضى كامل مسيرته الكروية مع اتحاد العاصمة وخاض 25 مباراة مع المنتخب الجزائري لكرة القدم، وفاز بالميدالية الذهبية في ألعاب البحر الأبيض المتوسط عام 1975 في الجزائر العاصمة. بصفته مدربًا، قاد اتحاد الجزائر إلى كأس الجزائر عام 1988 بفوزه على غريمه شباب بلوزداد في المباراة النهائية. كما أدار كدو ناديي شبيبة الأبيار وفاق بن عكنون الجزائريين.
في 16 نوفمبر 2011، توفي كيدو بعد إصابته بنوبة قلبية. ودفن في مقبرة القطار.

## التتويجات

### لاعبًا
- فاز بألعاب البحر الأبيض المتوسط لعام 1975
- فاز بكأس الجزائر مرة واحدة مع اتحاد العاصمة 1981

### مديرًا
- فاز بكأس الجزائر مرة واحدة مع اتحاد العاصمة 1988

## روابط خارجية
- جمال كدو على موقع الاتحاد الدولي (مؤرشف)  (الإنجليزية)
- جمال كدو على موقع قاعدة بيانات كرة القدم.إي يو (الإنجليزية)